# Lepilemur ahmansonorum
Il lepilemure di Ahmanson (Lepilemur ahmansonorum Edward Louis, 2006) è una specie di lemure recentemente scoperta, endemica del Madagascar.
Il nome della specie è un omaggio alla Ahmanson Foundation, finanziatrice della ricerca che portò alla sua scoperta (assieme a quella di altre 10 specie di lemuri).

## Descrizione

### Dimensioni
È una delle specie più piccole del genere Lepilemur, misurando all'incirca mezzo metro di lunghezza, di cui circa metà va attribuita alla coda.

### Aspetto
Il pelo è lanoso e di colore grigio scuro nella parte superiore del corpo (a volte con sfumature giallognole sulle spalle e nella zona del posteriore) e bianco-giallastro nella parte ventrale. Sono presenti peli sparsi con striature nere.

Gli occhi sono grandi e bruno scuro con riflessi color rubino, mentre le orecchie sono nerastre ed ellittiche, attaccate lateralmente rispetto alla testa.

## Distribuzione e habitat
Colonizza le aree di foresta decidua secca nella zona attorno a Mahajanga, in particolare ad ovest del fiume Mahavavy.

## Tassonomia
Descritta nel 2006 come L. ahmansoni, è stata successivamente rinominata L. ahmansonorum.

## Conservazione
La IUCN Red List classifica L. ahmansonorum come specie con dati insufficienti (Data Deficient); ulteriori ricerche sono necessarie per definire i limiti dell'areale e la reale consistenza della popolazione.

La specie è inserita nella Appendice I della Convention on International Trade of Endangered Species (CITES).
È presente nella foresta di Tsiombikibo, in parte ricadente nel parco nazionale della Baia di Baly.